# Ange Freddy
Pour les articles homonymes, voir Freddy.
Ange Freddy, né le 20 décembre 1994 à Bouaké (Côte d'Ivoire) est un humoriste, comédien, vidéaste et photographe ivoirien,.

## Biographie
Durant son enfance, Ange Freddy se trouve un engouement pour le monde du spectacle et participe à des pièces de théâtre. Il étudie le droit et la communication audiovisuel à Abidjan, mais finit par se tourner vers la photographie. Il part alors se former aux métiers liés à la photographie en Tunisie.
À côté de sa formation, Ange Freddy décide avec des amis de poster des vidéos comiques sur Facebook. C'est ainsi, qu'après l’obtention de son BTS en photographie numérique, il entreprend de se reconvertir en vidéaste humoristique.

## Récompenses
- Décembre 2014 : Prix E-Awards du meilleur jeune talent ivoirien, catégorie photographie (Abidjan, Côte d'Ivoire)[5]
- Mars 2015 : Prix mini Fespaco du meilleur court métrage et meilleur acteur sur l'intégration africaine au Maghreb (Tunis, Tunisie)[6],[7]
- Mars 2019 : Prix meilleur jeune talent Adicomdays 2019 (Abidjan, Côte d'Ivoire)[8],[9]
- Août 2020 : Grand prix IvoirHumour meilleur web humoriste (Abidjan, Côte d’Ivoire)[10],[11]
- Octobre 2020 : PRIMUD meilleur web humoriste (Abidjan, Côte d’Ivoire)[12],[13]
- Décembre 2021 : ARA Awards du rire africain meilleur web humoriste (Niamey, Niger)[14]